# アーロン・シスキンド
アーロン・シスキンド（Aaron Siskind、1903年12月4日-1991年2月8日）は、アメリカの写真家。「アーロン・シスキン」「アアロン・シスキンド」「アアロン・シスキン」と表記されることもある。
ニューヨークに生まれ、1930年代に写真をはじめた。フォト・リーグに所属し、ハーレムなどを対象に、社会的なドキュメンタリー作品を撮影。抽象表現主義に関わり、マーク・ロスコやウィレム・デ・クーニングとも親しかった
その後、1940年代に作風を転換し、身近な物体や壁・ポスターなどの一部分を、極めて主観的な感覚で撮影し始めた。場合によっては、何が撮影されているのか一見わからないような、抽象的な表現となっている場合もあった。例えば、塗られたペンキがはげかかり、膜のようになって捲れあがっている写真などが、その範疇に入れることができよう。（）
写真教育にも力を入れ、イリノイ工科大学（ニュー・バウハウスの後身）、ロードアイランド・スクール・オブ・デザインなどで教鞭をとった（いずれも、ハリー・キャラハンとともにまたはその影響による）。